# Saint-Philippo II
Saint-Philippo II est une des tribus faisant partie de la commune de Thio en Nouvelle-Calédonie.